# Maxime Mbanda
Mata Maxime Esuite Mbanda (Roma, 10 aprile 1993) è un rugbista a 15 italiano, terza linea del Colorno.

## Biografia
Nato a Roma da padre congolese e madre italiana, dall'età di tre anni Mbanda ha vissuto e si è formato a Milano.
A 9 anni fu nelle giovanili dell'Amatori Milano per poi passare al Grande Milano e, nel 2012, all'Accademia Federale Ivan Francescato; nel 2013 vinse in Cile il Trofeo World Rugby Under-20 con la nazionale di categoria e alla fine della stagione fu ingaggiato da Calvisano con cui vinse due scudetti consecutivi e un Trofeo Eccellenza.
Nel 2014 divenne permit player delle Zebre, franchise di Pro12 di base a Parma, e dal 2016 fu integrato a pieno titolo nella rosa, avendo lasciato Calvisano.
A giugno 2016 debuttò in nazionale a San José contro gli Stati Uniti; dall'esordio è divenuto una presenza regolare nel pacchetto di mischia, prendendo anche parte al suo primo Sei Nazioni nel 2017.
Più recentemente, fu parte della squadra italiana alla Coppa del Mondo 2019 in Giappone.
Durante il periodo di lockdown deciso a marzo 2020 dal governo italiano per contrastare la pandemia di COVID-19, Mbanda prestò servizio volontario in ambulanza per la Croce Gialla di Parma; in riconoscimento di tale servizio, a termine emergenza ha fatto parte del primo gruppo di insigniti da Sergio Mattarella dell'onorificenza di cavaliere al merito della Repubblica.
A fine torneo 2021-22 ha annunciato il trasferimento a Colorno e accettato la candidatura a consigliere comunale a Parma nelle liste del Partito Democratico, senza tuttavia risultare eletto.
A dicembre 2024 ha preso parte come concorrente al Grande Fratello.

## Palmarès
- Campionati italiani: 2
Calvisano: 2013-14, 2014-15
- Trofei Eccellenza : 1
Calvisano: 2014-15

## Opere
- Fuori dalla mischia. Lettera a mio figlio sullo sport, la vita e il mondo che vorrei, Segrate, Piemme, 2022, ISBN 88-566-8449-7.